# Campeonato de España de Ciclismo en Ruta 1943
El XLII Campeonato de España de Ciclismo en Ruta se disputó en Madrid el 29 de junio de 1943 sobre un recorrido de 150 kilómetros con seis vueltas al circuito de la Cuesta de Las Perdices en formato de contrarreloj.   
El ganador fue el corredor Julián Berrendero se impuso en la prueba al vencer en la última vuelta a José Bejarano, que se mantuvo líder en las cinco anteriores. Antonio Martín completó el podio.  Este es el segundo triunfo de Berrendero de los tres que conseguiría de forma consecutiva. 

## Clasificación final
| Pos. | Ciclista          | Equipo       | Tiempo    |
| ---- | ----------------- | ------------ | --------- |
| 1.   | Julián Berrendero | CF Barcelona | 4h 07'33" |
| 2.   | José Bejarano     | UD Sants     | a 48"     |
| 3.   | Antonio Martín    | UD Sants     | a 2'57"   |
| 4.   | Antonio Sancho    | UD Sants     | a 5'54"   |
| 5.   | Cipriano Elys     | -            | a 11'54"  |
| 6.   | Miguel Casas      | UD Sants     | a 16'51"  |
| 7.   | Joaquín Olmos     | CF Barcelona | a 17'22"  |
| -    | Martín Mancisidor | UD Sants     | s.c.      |
| -    | Fernando Murcia   | CF Barcelona | s.c.      |
| -    | Jesús Dermit      | -            | s.c.      |